# Dinotrux
Dinotrux és una sèrie de televisió estatunidenca d'animació per ordinador per a Web TV. Presenta un món prehistòric fictici habitat per personatges híbrids que són part dinosaures i part vehicles mecànics. El Dinotrux gran és acompanyat per Rotilian Reptools que són rèptils més menuts combinats amb eines de mecànic. La sèrie es va estrenar el 14 d'agost de 2015 a Netflix, amb la segona temporada començant l'11 de març de 2016, amb la tercera el 7 d'octubre de 2016, amb la quarta el 31 de març de 2017, i amb la cinquena el 18 d'agost de 2017. Començant el 10 de novembre de 2017, les temporades posteriors s'estrenaren sota el títol Dinotrux Supercharged, amb la segona temporada estrenant-se el 22 de març de 2018, i la tercera temporada el 3 d'agost de 2018.
DreamWorks Animation va ser el primer en optar per els drets de Dinotrux el març de 2009, un mes abans que es publicara el primer llibre, amb la intenció de desenvolupar una sèrie animada.